# Dracula père et fils
Dracula père et fils (Brasil: Drácula Pai e Filho) é um filme francês de 1976, do gênero comédia de terror, dirigido por Édouard Molinaro e estrelada por Christopher Lee.

## Sinopse
Comédia não exibida nos cinemas brasileiros. Na Transilvânia do século 18, o conde Drácula (Lee) se apaixona por uma jovem (Catherine Breillat), que segue ao encontro do noivo na companhia da mãe, e resolve ter um filho com ela, antes de convertê-la em vampiro. Antes de morrer, ela dá a luz, que ao tornar-se adulto (Menez), revela-se incapaz de dar continuidade aos maléficos poderes paternos. As décadas passam, Drácula em Londres, o filho em Paris. Quando Drácula, famoso astro de cinema, vai a Paris fazer um filme, pai e filho se reencontram e passam a disputar o amor de Nicole (Marie-Hélène Breillat), sósia da mãe de Drácula Jr.

## Elenco
- Christopher Lee - Drácula
- Bernard Menez - Ferdinand Poitevin
- Marie-Hélène Breillat - Nicole
- Catherine Breillat - Herminie Poitevin
- Mustapha Dali - Khaleb
- Bernard Alane - Jean, o noivo de Nicole